# Das Licht (Kurzgeschichte)
Das Licht (chinesisch 開光 / 开光, Pinyin Kāiguāng) ist eine Science-Fiction-Kurzgeschichte des chinesischen Schriftstellers Chen Qiufan, zuerst veröffentlicht im Februar 2012. Eine deutsche Übersetzung von Marc Hermann erschien am 9. März 2020 in der Anthologie Zerbrochene Sterne, herausgegeben vom Heyne Verlag.

## Handlung
Zhou Chongbai, dessen Eigenname durch eine Begegnung seiner Eltern mit einem buddhistischen Mönch kurz nach Geburt geändert wurde, arbeitet als Erwachsener an der App „Truthgram“, bei welcher hochgeladene Fotos mit einem unsichtbaren Siegel versehen werden, sodass selbst nach starker Bearbeitung oder Zuschnitt daraus wieder die ursprüngliche Version herstellbar ist. Dieses unsichtbare Siegel ist dabei eine moderne Version eines Segens eines buddhistischen Mönches, welche ebenfalls in Bildern auf der App geteilt werden. Zhou Chongbai lässt die App daraufhin selbst mit dem Licht eines buddhistischen Mönches segnen, als „Buddhagram“ vollbringt diese schließlich zahlreiche Wunder und geht dadurch auf WeChat und Weibo viral. Selfies heilen plötzlich Krebskranke oder verhindern Autounfälle. Zhou Chongbai wird daraufhin bedrängt, den buddhistischen Mönch öffentlich zu enthüllen, wobei Schauspieler die erfolgreiche Suche nach ihm sogar auf der App fälschen. Zhou Chongbai sucht ihn daraufhin auf und erfährt, dass sein Leben nun zerstört sei. Sein Meister ist inzwischen der festen Überzeugung, dass das Universum selbst von Buddha mit einem unsichtbaren Siegel wie das aus der App ausgestattet wurde und sucht in Aufnahmen der kosmischen Hintergrundstrahlung nach Beweisen. Seiner Vorstellung nach hat die App durch die Verbreitung gesegneter Lichter auf die Programmierung des Universums selbst zugriffen. Zhou Chongbai kehrt nach Hause zurück, bekommt später einen Sohn und sieht dabei ein helles Licht.

## Kritik
Gary K. Wolfe schreibt im Locus Magazine, dass „die Vermischung von antikem Glauben und zeitgenössischer Technologie in der langen Tradition von Kurzgeschichten wie Die neun Milliarden Namen Gottes von Arthur C. Clarke steht (the collision of ancient belief and contemporary technology reflects the long SF tradition of stories like Clarke’s The Nine Billion Names of God“).